# Ръждива горска полевка
Ръждива (кафява) горска полевка (Myodes glareolus) е вид дребен бозайник от семейство Хомякови (Cricetidae).

## Описание
Тялото отгоре е червеникаво-кафяво (откъдето идва и българското име на вида), а отдолу – светлосиво. Дължината на тялото е около 8 – 12 см, а опашката е между 3 и 7 см.

## Разпространение
Видът е разпространен в гористите области на почти цяла Европа, южната част на Западен Сибир и южното крайбрежие на Черно море.

## Начин на живот
Горски вид, обитава широколистни, иглолистни и смесени гори; среща се и в паркове. Катери се добре по дърветата. Често копае тунели непосредствено под повърхността напочвата и живее в тях.
Активна е през сумрачните части на денонощието. Не изпада в зимен сън.
Размножителният ѝ период е от март до октомври, като бременността трае 18 дни. Има между 3 и 7 котила годишно, всяко с по 2 – 7 малки. Малките достигат полова зрелост след 9 седмици.
Максималната продължителност на живота е 14 месеца.
От гледна точка на защита на горите се счита за вредител, тъй като се храни със семената на много дървесни и храстови видове; през зимата поврежда корите на дърветата, а през лятото – зелените им части.